# Jennifer González Leyva
Jennifer González Leyva   (Granada, c. 1985), coneguda també pel criptònim neonazi Brunilda Izan, és una criminòloga, analista d'intel·ligència, integradora social i exmilitar andalusa resident a Catalunya. Adquirí notorietat l'any 2023, quan la seva presència com a cap de llista pel partit ultradretà espanyol Vox a les eleccions municipals del 2023 a Castellar del Vallès desfermà una investigació periodística de la Directa sobre la seva vida.
Aquesta publicació desemmascarà la seva trajectòria militant neonazi, el seu passat d'agressions racistes i el seu modus operandi digital, que havia consistit en l'especialització acadèmica en ciberseguretat que li permeté d'exercir un esborrament significatiu de la seva pròpia petjada digital. El seu cas desfermà una onada de criticisme cap a la Generalitat de Catalunya i cap a l'Agència de Ciberseguretat de Catalunya, que l'havien premiat el 2022 amb els premis DonaTIC tot i no complir amb els requisits mínims.

## Biografia

### Trajectòria professional
Malgrat la manca d'informació disponible sobre el seu passat, declarà en una entrevista al web de l'Agència de Ciberseguretat de Catalunya (retirada públicament per aquest ens) que havia nascut a Granada (Andalusia) i s'havia mudat a Catalunya a tres anys. Estudià un cicle formatiu en Carrosseria que no completà i a dinou anys s'allistà a l'exèrcit espanyol, amb el qual serví a Segòvia i Saragossa.
González Leyva afirmà que un cop embarassada deixà l'exèrcit i es graduà en un cicle formatiu en Integració Social. A partir d'aquell moment se sap que cursà el grau en Criminologia i el màster en Ciberdelinqüència oferts per la Universitat Oberta de Catalunya, on se centrà en l'especialització en ciberassetjament escolar i petjada digital. Més tard, la mateixa Gónzalez Leyva sosté que seguí cursos de la Fundació GoodJob per a la integració de persones amb discapacitat i en risc d'exclusió social. Accedí finalment a treballar en la branca de ciberintel·ligència i anàlisi del web fosc de Telefónica.
L'any 2023, poc després de finalitzar el seu màster, fou guardonada amb la menció ciber dels premis DonaTIC del 2022, entregats pel Departament de Polítiques Digitals de la Generalitat de Catalunya i de la mà del director de l'Agència de Ciberseguretat de Catalunya. Se li atorgà el premi pel seu «treball final de màster basat en un projecte de prevenció per reduir les cibervictimitzacions en menors que han sofert ciberbullying i online grooming, a través d’una aplicació mòbil perquè les famílies siguin conscients de l’empremta digital dels infants». Tanmateix, el premi no respectà les bases de participació, atès que González Leyva no havia finalitzat un grau universitari de la branca de l'enginyeria i ella s'hi presentà igualment. Per aquest motiu i sobretot pel seu passat en l'extrema dreta, que l'Agència o bé no detectà o bé ometé, ambdues institucions reberen una allau de crítiques quan la Directa feu pública la investigació sobre la seva figura mig any després de l'edició del guardó.

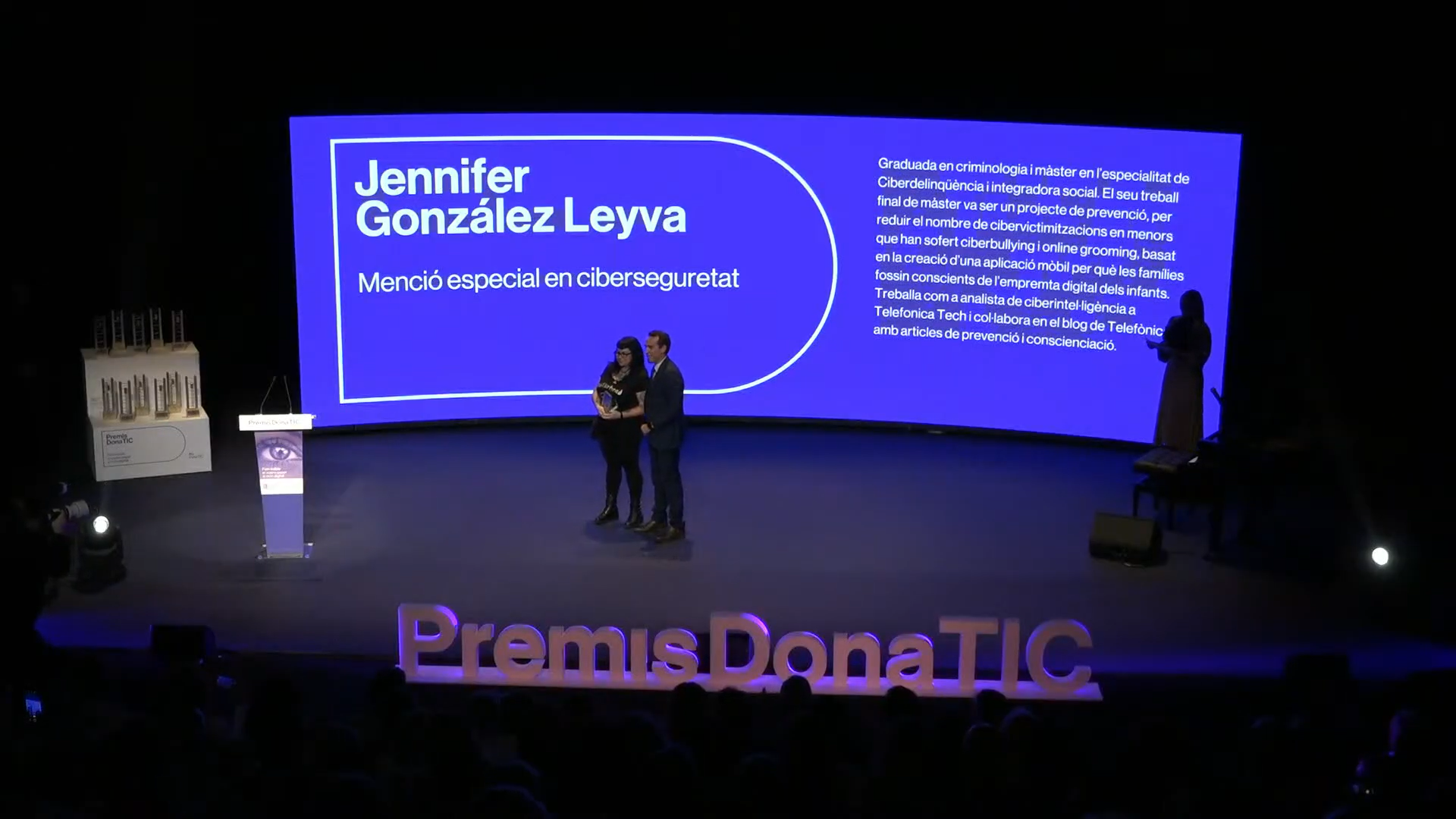
Jennifer González Leyva durant la recepció del seu guardó en l'edició dels premis DonaTIC del 2022.

### Participació neonazi i vinculacions polítiques
Fou en aquesta darrera etapa educativa en la qual estigué involucrada en episodis de racisme, agressions i formà part de la llista política del partit neonazi Moviment Social Republicà (MSR): concorregué a les eleccions autonòmiques de 2010 al Parlament de Catalunya en la 27a posició d'aquesta formació política. Ho feu amb la particularitat que llavors el seu nom de pila oficial era Jenifer, amb una sola ena —que reemplaçà posteriorment per dues enes. L'any 2011 participà amb una altra persona en un aldarull d'amenaces i lesions, amb un ganivet de grans dimensions que van amagar en un carrer limítrof, cap a un establiment regentat per immigrants a Sabadell. El cas fou inicialment sobresegut, reobert i finalment arxivat per versions contradictòries.
Per altra banda, González Leyva mantingué un compte d'usuari alternatiu a la xarxa social Facebook amb consignes i missatges explícitament feixistes, xenòfobes i neonazis. Romangué actiu fins poc abans de presentar-se com a alcaldable per al partit ultradretà espanyol Vox en les eleccions municipals de 2023 a Castellar del Vallès (finalment sense representació consistorial), quan l'esborrà definitivament. Hi emprà el criptònim Brunilda Izan, considerat un xiulet per a gossos (codi secret polític) pels analistes en simbologia nazi, atès que mescla el nom Brunilda (propi de les epopeies nòrdiques i que foren emprades per a fer apologia de la raça ària) i la inversió «izan» - «nazi». Amb relació a aquesta activitat, durant aquell període i fins a la dissolució del MSR el 2018, el grupuscle polític havia donat suport a integristes favorables a l'apologia del genocidi, la negació de l'Holocaust; estigué també molt vinculat amb la Llibreria Europa barcelonina, clausurada per la venda de propaganda nacionalsindicalista i exemplars del Mein Kampf d'Adolf Hitler.